# ニコス・スカルコッタス
ニコス・スカルコッタス（ギリシャ語: Nίκος Σκαλκώτας, ラテン文字転写: Nikos Skalkottas、1904年3月21日 - 1949年9月19日）は、20世紀ギリシャの作曲家。

## 経歴

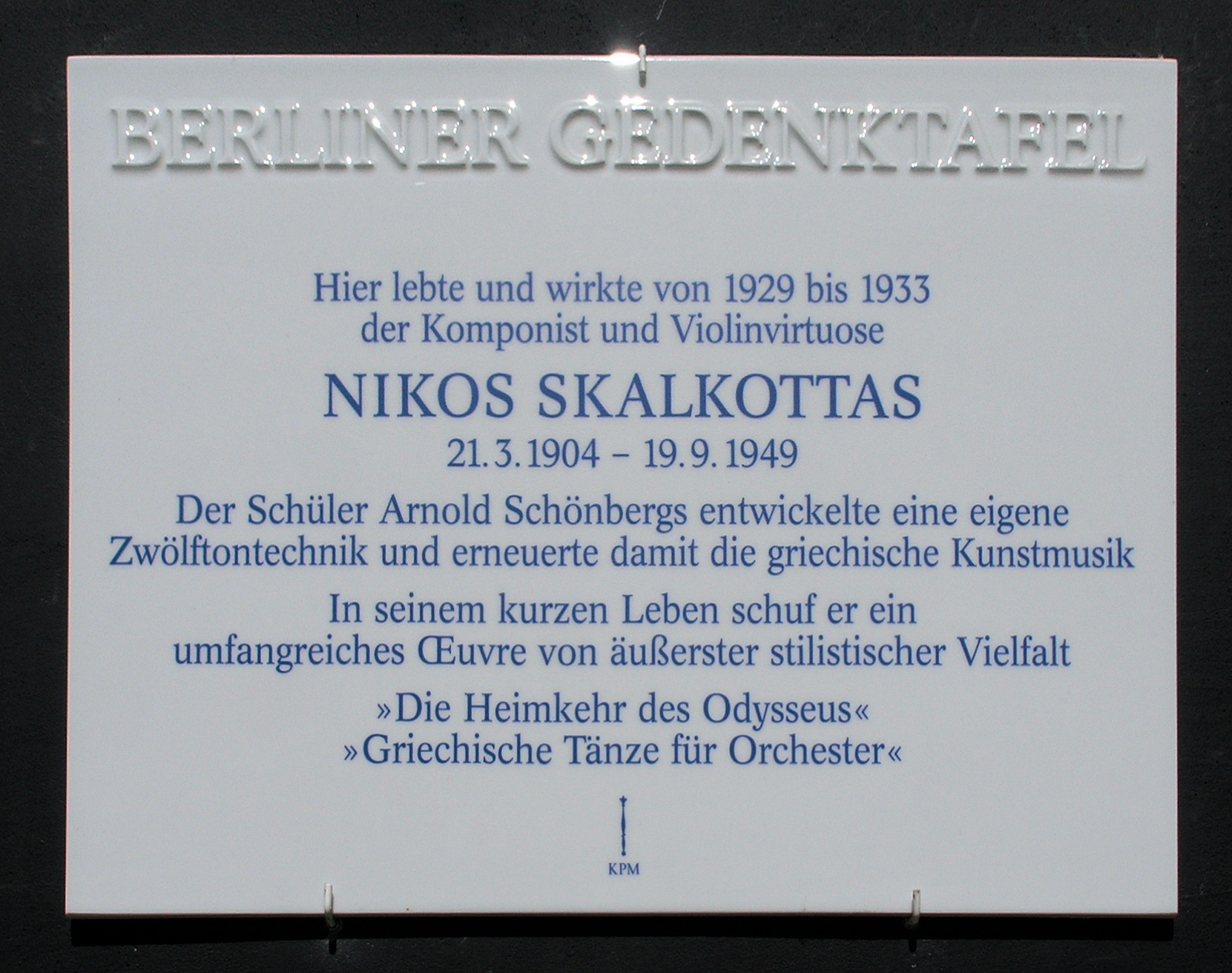
ベルリンにある記念プレート

1904年、エウボイア島のカルキス生まれ。アテネ音楽院でヴァイオリンを学んだ後、1921年からドイツのベルリンに留学し、ヴィリー・ヘスに師事した。1923年から作曲に転向し、パウル・ユオン、クルト・ヴァイル、フィリップ・ヤルナッハについて学んだ。1927年から1930年の間、アルノルト・シェーンベルクのマスタークラスに参加している。1933年に帰国する。
帰国後の作品は十二音技法で書かれたものも多いが、『36のギリシア舞曲』など民族主義的な技法で書かれたものもある。『ラルゴ・シンフォニコ』、妖精劇『五月祭りの呪文』組曲、交響曲『オデュッセウスの帰還』、ヴァイオリン協奏曲、コントラバス協奏曲、ピアノ協奏曲（第1 - 3番）などの作品がある。